# Список нагород і номінацій Мадонни
Список нагород американської співачки Мадонни (англ. Madonna) включає в себе премії і номінації, отримані нею з початку музичної кар'єри в 1983 році.
10 березня 2008 року  Мадонна була включена в Зал слави рок-н-ролу (англ. Rock and Roll Hall of Fame;)

## Hollywood Walk of Fame
Голлівудська Алея Слави (англ. Hollywood Walk of Fame) знаходиться  в Голлівуді (Лос-Анжелес, Каліфорнія, США). На ній відзначені понад 2000 зірок, які зробили значний внесок у розвиток індустрії розваг. Мадонна була номінована на зірку  на Алеї Слави в  1990 році, але не проявила зацікавленості до цього заходу, тож зірка не була закладена. Прес-секретар "Алеї слави" Анна Мартінес-Холлер заявила, що  для того, щоб отримати зірку, Мадонна повинна бути  "повторно номінованою", додавши таке: "оскільки, вона не зацікавлена, я дуже сумніваюся, що вона дасть згоду зробити це".
| Рік  | Робота або виконавець | Нагорода               | Результат |
| ---- | --------------------- | ---------------------- | --------- |
| 1990 | Мадонна               | Hollywood Walk of Fame | Номінація |

## American Moviegoers Awards
Щорічна нагорода The American Moviegoers Awards вручається від імені американської кінокомпанії Moviefone. Мадонна перемогла в категорії Найкраща актриса за її роль у фільмі Евіта (1996).
| Рік  | Робота або виконавець  | Нагорода     | Результат |
| ---- | ---------------------- | ------------ | --------- |
| 1997 | Мадонна в фільмі Evita | Best Actress | Перемога  |

## American Music Awards
Премія American Music Award була заснована в 1973 році і вручається на щорічній церемонії. Мадонна має 3 нагороди із 17 номінацій.
| Рік  | Робота або виконавець | Нагорода                               | Результат |
| ---- | --------------------- | -------------------------------------- | --------- |
| 1985 | Мадонна               | Favorite Pop/Rock Female Artist        | Номінація |
| 1986 | Мадонна               | Favorite Pop/Rock Female Artist        | Номінація |
| 1986 | Мадонна               | Favorite Pop/Rock Female Video Artist  | Номінація |
| 1986 | Like a Virgin         | Favorite Pop/Rock Album                | Номінація |
| 1987 | Мадонна               | Favorite Pop/Rock Female Artist        | Номінація |
| 1987 | Мадонна               | Favorite Pop/Rock Female Video Artist  | Перемога  |
| 1987 | «Live to Tell»        | Favorite Pop/Rock Single               | Номінація |
| 1988 | Мадонна               | Favorite Pop/Rock Female Artist        | Номінація |
| 1990 | Мадонна               | Favorite Pop/Rock Female Artist        | Номінація |
| 1990 | Like A Prayer»        | Favorite Dance Single                  | Номінація |
| 1991 | Мадонна               | Favorite Dance Artist                  | Номінація |
| 1991 | Мадонна               | Favorite Pop/Rock Female Artist        | Номінація |
| 1991 | «Vogue»               | Favorite Dance Single                  | Перемога  |
| 1991 | «Vogue»               | Favorite Pop/Rock Single               | Номінація |
| 1992 | Мадонна               | Favorite Dance Artist                  | Номінація |
| 1998 | Evita                 | Favorite Soundtrack                    | Номінація |
| 2003 | Мадонна               | International Artist of the Year Award | Перемога  |

## Billboard Awards

### Billboard Music Awards
Премія Billboard Music Award вручається журналом Billboard на основі підсумкового річного хіт-параду Billboard Year-End Charts. Церемонії проходили з 1990 по 2007 рр. До цього і після журнал лише оголошує переможців на своїх сторінках.
| Рік  | Робота або виконавець        | Нагорода                                        | Результат |
| ---- | ---------------------------- | ----------------------------------------------- | --------- |
| 1985 | Мадонна                      | Top Dance Club Play Artist                      | Перемога  |
| 1985 | Мадонна                      | Top Dance Sales Artist                          | Перемога  |
| 1985 | Мадонна                      | Top Pop Artist                                  | Перемога  |
| 1985 | Мадонна                      | Top Pop Album Artist — Female                   | Перемога  |
| 1985 | Мадонна                      | Top Pop Singles Artist                          | Перемога  |
| 1985 | Мадонна                      | Top Pop Singles Artist — Female                 | Перемога  |
| 1985 | Madonna                      | Top Music Video                                 | Перемога  |
| 1986 | Live — The Virgin Tour       | Top Music Video                                 | Перемога  |
| 1987 | Мадонна                      | Top Dance Sales Artist                          | Перемога  |
| 1987 | Мадонна                      | Top Pop Singles Artist                          | Перемога  |
| 1987 | Мадонна                      | Top Pop Singles Artist — Female                 | Перемога  |
| 1989 | Мадонна                      | Top Adult Contemporary Artist                   | Перемога  |
| 1995 | Мадонна                      | Top Hot 100 Singles Artist — Female             | Перемога  |
| 1995 | Мадонна                      | Top Hot Dance Club Play Artist                  | Перемога  |
| 1996 | Мадонна                      | Artist Achievement Award                        | Перемога  |
| 1998 | Мадонна                      | Top Hot Dance Club Play Artist                  | Перемога  |
| 1998 | «Ray of Light»               | Top Hot Dance Club Play Single                  | Перемога  |
| 2000 | Мадонна                      | Top Hot Dance Club Play Artist                  | Перемога  |
| 2000 | Мадонна                      | Top Hot Dance Club Play Artist — Female         | Перемога  |
| 2000 | Мадонна                      | Top Hot Dance Maxi Single Sales Artist — Female | Перемога  |
| 2000 | «Music»                      | Top Hot Dance Club Play Single                  | Перемога  |
| 2000 | «Music»                      | Top Hot Dance Maxi Single Sales                 | Перемога  |
| 2001 | Мадонна                      | Top Hot Dance Club Play Artist                  | Перемога  |
| 2002 | Мадонна                      | Top Hot Dance Maxi Single Sales Artist          | Перемога  |
| 2002 | «Die Another Day»            | Top Hot Dance Maxi Single Sales                 | Перемога  |
| 2003 | Мадонна                      | Top Hot Dance Maxi Single Sales Artist          | Перемога  |
| 2003 | «Die Another Day»            | Top Hot Dance Maxi Single Sales                 | Перемога  |
| 2004 | Мадонна                      | Top Hot Dance Club Play Artist                  | Перемога  |
| 2004 | Мадонна                      | Top Hot Dance Singles Sales Artist              | Перемога  |
| 2004 | «Me Against the Music»       | Top Hot Dance Single Sales                      | Перемога  |
| 2006 | Мадонна                      | Top Electronic Artist                           | Перемога  |
| 2006 | Мадонна                      | Top Hot Dance Airplay Artist                    | Перемога  |
| 2006 | Мадонна                      | Top Hot Dance Club Play Artist                  | Перемога  |
| 2006 | Мадонна                      | Top Hot Dance Singles Sales Artist              | Перемога  |
| 2006 | Confessions on a Dance Floor | Top Electronic Album                            | Перемога  |
| 2008 | Мадонна                      | Top Hot Dance Singles Sales Artist              | Перемога  |

### Billboard Music of the '80s Poll Awards
Ця премія вручалася журналом Billboard на початку 1990-го року найкращим музикантам за підсумками чартів 1980-х років. Мадонна була нагороджена трьома нагородами, в тому числі за її хіт 1985 року  «Into the Groove».
| Рік  | Робота або виконавець | Нагорода                   | Результат |
| ---- | --------------------- | -------------------------- | --------- |
| 1990 | Мадонна               | Pop Artist of the Decade   | Перемога  |
| 1990 | Мадонна               | Dance Artist of the Decade | Перемога  |
| 1990 | «Into the Groove»     | Dance Single of the Decade | Перемога  |

### Billboard Music Video Awards
Нагорода The Billboard Music Video Awards вручаєтся журналом Billboard за найкращі відеокліпи. У Мадонни  є 2 нагороди.
| Рік  | Робота або виконавець           | Нагорода                    | Результат |
| ---- | ------------------------------- | --------------------------- | --------- |
| 1989 | «Express Yourself»              | Best Video                  | Перемога  |
| 1992 | «This Used to Be My Playground» | Best Pop/Rock Female Artist | Номінація |
| 1999 | «Beautiful Stranger»            | Best Pop Clip of the Year   | Номінація |
| 2000 | «Music»                         | Best Pop Clip of the Year   | Номінація |
| 2000 | «Music»                         | Best Video of the Year      | Перемога  |
| 2001 | «Don’t Tell Me»                 | Best Pop Clip of the Year   | Номінація |
| 2001 | «What It Feels Like for a Girl» | Best Dance Clip of the Year | Номінація |

### Billboard Touring Awards
Премія Billboard Touring Awards була започаткована  журналом Billboard в 2004 році для нагородження найуспішніших гастролюючих виконавців за підсумками касових зборів турів за даними чарту Billboard Boxscore. Мадонна має 4 нагороди із 6-ти номінацій.
| Рік  | Робота або виконавець | Нагорода                              | Результат |
| ---- | --------------------- | ------------------------------------- | --------- |
| 2004 | Re-Invention Tour     | Top Tour                              | Перемога  |
| 2006 | Confessions Tour      | Top Boxscore                          | Перемога  |
| 2006 | Confessions Tour      | Top Draw                              | Номінація |
| 2006 | Confessions Tour      | Top Tour                              | Номінація |
| 2009 | Sticky & Sweet Tour   | Top Draw                              | Перемога  |
| 2009 | Sticky & Sweet Tour   | Top Tour                              | Перемога  |
| 2012 | MDNA Tour             | Concert Marketing and Promotion Award | Номінація |
| 2012 | MDNA Tour             | Top Tour                              | Номінація |

## Brit Awards
Щорічна музична премія  BRIT Awards вручаєтся Британською асоціацією виробників фонограм (BPI, Велика Британія) за досягнення в поп-музиці. Мадонна має 2 нагороди із 12-ти номінацій, в 2001 і 2006 роках.
| Рік  | Робота або виконавець        | Нагорода                         | Результат |
| ---- | ---------------------------- | -------------------------------- | --------- |
| 1986 | Мадонна                      | Best International Solo Artist   | Номінація |
| 1987 | Мадонна                      | Best International Solo Artist   | Номінація |
| 1988 | Мадонна                      | Best International Solo Artist   | Номінація |
| 1991 | Мадонна                      | Best International Female        | Номінація |
| 1992 | Мадонна                      | Best International Solo Artist   | Номінація |
| 1993 | Мадонна                      | Best International Solo Artist   | Номінація |
| 1995 | Мадонна                      | Best International Female        | Номінація |
| 1999 | Мадонна                      | Best International Female        | Номінація |
| 2001 | Мадонна                      | Best International Female        | Перемога  |
| 2006 | Мадонна                      | International Female Solo Artist | Перемога  |
| 2006 | Мадонна                      | Pop Act                          | Номінація |
| 2006 | Confessions on a Dance Floor | International Album              | Номінація |

## Золотий глобус
Кінопремія Золотий глобус (англ. Golden Globe Award) щорічно присуджується Hollywood Foreign Press Association. Мадонна була  6 разів  номінована на цю нагороду (як акторка і автор пісень). В 1996 році вона перемогла в категорії  «Найкраща жіноча роль в комедії або мюзиклі» за її роль у фільмі  Evita. У 2012 році Мадонна вдруге отримала Золотий глобус за пісню Masterpiece, саундтрек до її власного фільму Ми. Віримо у кохання.
| Рік  | Робота або виконавець           | Нагорода                                                             | Результат |
| ---- | ------------------------------- | -------------------------------------------------------------------- | --------- |
| 1988 | «Who’s That Girl»               | Best Original Song                                                   | Номінація |
| 1993 | «This Used to Be My Playground» | Best Original Song                                                   | Номінація |
| 1995 | «I'll Remember»                 | Best Original Song                                                   | Номінація |
| 1997 | Madonna in Evita                | Премія «Золотий глобус» за найкращу жіночу роль — комедія або мюзикл | Перемога  |
| 2000 | «Beautiful Stranger»            | Best Original Song                                                   | Номінація |
| 2003 | «Die Another Day»               | Best Original Song                                                   | Номінація |
| 2012 | «Masterpiece»                   | Best Original Song                                                   | Перемога  |

## Japan Gold Disc Awards
Музична премія  Japan Gold Disc Awards вручається на щорічній церемонії від імені Recording Industry Association of Japan. Мадонна має 16 нагород, в тому числі 5 разів називалася «Найкращим виконавцем року», більше, ніж будь-хто інший.
| Рік  | Робота або виконавець | Нагорода                            | Результат |
| ---- | --------------------- | ----------------------------------- | --------- |
| 1987 | Мадонна               | Artist of the Year                  | Перемога  |
| 1987 | True Blue             | Grand Prix Album of the Year        | Перемога  |
| 1987 | True Blue             | Best Album of the Year — Pops Solo  | Перемога  |
| 1990 | Мадонна               | Artist of the Year                  | Перемога  |
| 1990 | Like a Prayer         | Grand Prix Album of the Year        | Перемога  |
| 1990 | Like a Prayer         | Best Album of the Year — Pops Solo  | Перемога  |
| 1991 | Мадонна               | Artist of the Year                  | Перемога  |
| 1991 | I'm Breathless        | Grand Prix Album of the Year        | Перемога  |
| 1991 | I'm Breathless        | Best Album of the Year — Pop Female | Перемога  |
| 1993 | Мадонна               | Artist of the Year                  | Перемога  |
| 1993 | Erotica               | Best Album of the Year — Pop        | Перемога  |
| 2009 | Мадонна               | Artist of the Year                  | Перемога  |
| 2009 | Hard Candy            | The Best 3 Albums                   | Перемога  |
| 2009 | «Miles Away»          | Mastertone of the Year              | Перемога  |
| 2009 | «Miles Away»          | Single Track of the Year (mobile)   | Перемога  |
| 2009 | «Miles Away»          | Single Track of the Year (online)   | Перемога  |

## Juno Award
Канадська музична премія  Juno Award  вручається на щорічній церемонії в Канаді від імені Канадської академії мистецтва та науки звукозапису. Мадонна має 2 нагороди з 8 номінацій.
| Рік  | Робота або виконавець        | Нагорода                                 | Результат |
| ---- | ---------------------------- | ---------------------------------------- | --------- |
| 1985 | Like a Virgin                | International Album of the Year          | Номінація |
| 1987 | True Blue                    | International Album of the Year          | Перемога  |
| 1987 | «Papa Don’t Preach»          | International Single of the Year         | Номінація |
| 1990 | «Like a Prayer»              | International Single of the Year         | Номінація |
| 1991 | Мадонна                      | International Entertainer of the Year    | Номінація |
| 1991 | «Vogue»                      | Best Selling International Single        | Перемога  |
| 1999 | Ray of Light                 | Best Selling Album (Foreign or Domestic) | Номінація |
| 2007 | Confessions on a Dance Floor | International Album of the Year          | Номінація |

## MTVAwards

### MTV Europe Music Awards
Премія MTV Europe Music Awards вручається щорічно від імені MTV Networks Europe, починаючи з 1994 року. У Мадонни є 4 нагороди з 19 номінацій.
| Рік  | Робота або виконавець        | Нагорода                      | Результат |
| ---- | ---------------------------- | ----------------------------- | --------- |
| 1995 | Мадонна                      | Найкраща співачка             | Номінація |
| 1996 | «I Want You»                 | MTV Amour                     | Номінація |
| 1997 | Мадонна                      | Найкраща співачка             | Номінація |
| 1998 | Мадонна                      | Найкращий танцювальний проєкт | Номінація |
| 1998 | Мадонна                      | Найкраща співачка             | Перемога  |
| 1998 | Ray of Light                 | Найкращий альбом              | Перемога  |
| 1999 | Мадонна                      | Найкраща співачка             | Номінація |
| 1999 | «Beautiful Stranger»         | Найкраща пісня                | Номінація |
| 2000 | Мадонна                      | Найкращий танцювальний проєкт | Перемога  |
| 2000 | Мадонна                      | Найкраща співачка             | Перемога  |
| 2000 | «Music»                      | Найкраща пісня                | Номінація |
| 2001 | Madonna                      | Найкраща співачка             | Номінація |
| 2001 | Music                        | Best Album                    | Номінація |
| 2003 | Мадонна                      | Найкраща співачка             | Номінація |
| 2003 | www.madonna.com              | Web Award                     | Номінація |
| 2006 | Мадонна                      | Найкраща співачка             | Номінація |
| 2006 | Мадонна                      | Найкращий поп-виконавець      | Номінація |
| 2006 | Confessions on a Dance Floor | Best Album                    | Номінація |
| 2008 | «4 Minutes»                  | Найкращий танцювальний проєкт | Номінація |

### MTV Movie Awards
Премія MTV Movie Awards вручається від імені каналу MTV. Мадонна має 4 номінації.
| Рік  | Робота або виконавець          | Нагорода               | Результат |
| ---- | ------------------------------ | ---------------------- | --------- |
| 1993 | Мадонна у фільмі Тіло як доказ | Most Desirable Female  | Номінація |
| 1995 | «I’ll Remember»                | Best Song from a Movie | Номінація |
| 1997 | Мадонна в мюзиклі Евіта        | Найкраще виконання     | Номінація |
| 1997 | «Don’t Cry for Me Argentina»   | Best Song from a Movie | Номінація |

### MTV Video Music Awards
Премія MTV Video Music Awards (VMAs) вручається кабельною телемережею  MTV за найкращі відеокліпи, починаючи з  1984 року. Мадонна має 20 нагород з 68 номінацій, що є рекордом серед всіх музикантів.
| Рік  | Робота або виконавець     | Нагорода                 | Результат |
| ---- | ------------------------- | ------------------------ | --------- |
| 1984 | «Borderline»              | Best New Artist          | Номінація |
| 1985 | «Like a Virgin»           | Best Art Direction       | Номінація |
| 1985 | «Like a Virgin»           | Best Choreography        | Номінація |
| 1985 | «Like a Virgin»           | Best Cinematography      | Номінація |
| 1985 | «Material Girl»           | Best Choreography        | Номінація |
| 1985 | «Material Girl»           | Best Female Video        | Номінація |
| 1986 | Мадонна                   | Video Vanguard Award     | Перемога  |
| 1986 | «Dress You Up»            | Best Choreography        | Номінація |
| 1986 | «Like a Virgin» (live)    | Best Choreography        | Номінація |
| 1987 | «Open Your Heart»         | Best Choreography        | Номінація |
| 1987 | «Open Your Heart»         | Best Art Direction       | Номінація |
| 1987 | «Open Your Heart»         | Best Female Video        | Номінація |
| 1987 | «Papa Don’t Preach»       | Best Cinematography      | Номінація |
| 1987 | «Papa Don’t Preach»       | Best Female Video        | Перемога  |
| 1987 | «Papa Don’t Preach»       | Best Overall Performance | Номінація |
| 1989 | «Express Yourself»        | Best Art Direction       | Перемога  |
| 1989 | «Express Yourself»        | Best Cinematography      | Перемога  |
| 1989 | «Express Yourself»        | Best Direction           | Перемога  |
| 1989 | «Express Yourself»        | Best Editing             | Номінація |
| 1989 | «Express Yourself»        | Best Female Video        | Номінація |
| 1989 | «Like a Prayer»           | Video of the Year        | Номінація |
| 1989 | «Like a Prayer»           | Viewer’s Choice          | Перемога  |
| 1990 | «Vogue»                   | Best Art Direction       | Номінація |
| 1990 | «Vogue»                   | Best Choreography        | Номінація |
| 1990 | «Vogue»                   | Best Cinematography      | Перемога  |
| 1990 | «Vogue»                   | Best Dance Video         | Номінація |
| 1990 | «Vogue»                   | Best Direction           | Перемога  |
| 1990 | «Vogue»                   | Best Editing             | Перемога  |
| 1990 | «Vogue»                   | Best Female Video        | Номінація |
| 1990 | «Vogue»                   | Video of the Year        | Номінація |
| 1990 | «Vogue»                   | Viewer’s Choice          | Номінація |
| 1991 | «Like a Virgin» (live)    | Best Choreography        | Номінація |
| 1991 | «Like a Virgin» (live)    | Best Female Video        | Номінація |
| 1991 | The Immaculate Collection | Best Long Form Video     | Перемога  |
| 1992 | «Holiday» (live)          | Best Choreography        | Номінація |
| 1992 | «Holiday» (live)          | Best Dance Video         | Номінація |
| 1992 | «Holiday» (live)          | Best Female Video        | Номінація |
| 1993 | «Rain»                    | Best Art Direction       | Перемога  |
| 1993 | «Rain»                    | Best Cinematography      | Перемога  |
| 1994 | «I’ll Remember»           | Best Video from a Film   | Номінація |
| 1995 | «Human Nature»            | Best Choreography        | Номінація |
| 1995 | «Human Nature»            | Best Dance Video         | Номінація |
| 1995 | «Take a Bow»              | Best Art Direction       | Номінація |
| 1995 | «Take a Bow»              | Best Female Video        | Перемога  |
| 1996 | «You’ll See»              | Best Cinematography      | Номінація |
| 1998 | «Frozen»                  | Best Special Effects     | Перемога  |
| 1998 | «Ray of Light»            | Best Choreography        | Перемога  |
| 1998 | «Ray of Light»            | Best Cinematography      | Номінація |
| 1998 | «Ray of Light»            | Best Dance Video         | Номінація |
| 1998 | «Ray of Light»            | Best Direction           | Перемога  |
| 1998 | «Ray of Light»            | Best Editing             | Перемога  |
| 1998 | «Ray of Light»            | Best Female Video        | Перемога  |
| 1998 | «Ray of Light»            | Breakthrough Video       | Номінація |
| 1998 | «Ray of Light»            | Video of the Year        | Перемога  |
| 1999 | «Beautiful Stranger»      | Best Cinematography      | Номінація |
| 1999 | «Beautiful Stranger»      | Best Female Video        | Номінація |
| 1999 | «Beautiful Stranger»      | Best Video from a Film   | Перемога  |
| 1999 | «Nothing Really Matters»  | Best Special Effects     | Номінація |
| 2000 | «American Pie»            | Best Cinematography      | Номінація |
| 2001 | «Don’t Tell Me»           | Best Choreography        | Номінація |
| 2001 | «Don’t Tell Me»           | Best Female Video        | Номінація |
| 2003 | «Die Another Day»         | Best Video from a Film   | Номінація |
| 2006 | «Hung Up»                 | Best Choreography        | Номінація |
| 2006 | «Hung Up»                 | Best Dance Video         | Номінація |
| 2006 | «Hung Up»                 | Best Female Video        | Номінація |
| 2006 | «Hung Up»                 | Best Pop Video           | Номінація |
| 2006 | «Hung Up»                 | Video of the Year        | Номінація |
| 2008 | «4 Minutes»               | Best Dancing In A Video  | Номінація |

### MTV Artist of the Decade
У 1989 році на церемонії 1989 MTV Video Music Awards Мадонна була оголошена  «Виконавцем десятиліття» за її досягнення в період  1980-х років. Це викликало велику досаду Майкла Джексона, який вважав себе більш гідним цієї нагороди.
| Рік  | Робота або виконавець | Нагорода             | Результат |
| ---- | --------------------- | -------------------- | --------- |
| 1989 | Мадонна               | Artist of the Decade | Перемога  |

## VH1 Fashion Awards
Премія VH1 Fashion Awards вручається щорічно модним музикантам, дизайнерам і моделям Мадонна має 5 нагород.
| Рік  | Робота або виконавець | Нагорода                                 | Результат |
| ---- | --------------------- | ---------------------------------------- | --------- |
| 1995 | Мадонна               | Most Fashionable Artist                  | Перемога  |
| 1995 | Мадонна               | Viewer’s Choice: Most Fashionable Artist | Перемога  |
| 1998 | Мадонна               | Most Fashionable Artist                  | Перемога  |
| 1998 | Мадонна               | Most Stylish Music Artist                | Перемога  |
| 1998 | Мадонна               | The Versace Award                        | Перемога  |
| 1999 | Мадонна               | Most Fashionable Artist                  | Номінація |
| 1999 | «Beautiful Stranger»  | Most Stylish Video                       | Номінація |
| 2000 | «Music»               | Visionary Video                          | Номінація |